# Petit icosicosidodecàedre retroxato
En geometria, el petit icosicosidodecàedre retroxato o petit icosicosidodecàedre retroxato invertit és un políedre uniforme no convex indexat com a U72. També s'anomena icosàedre retroholoxato, ß{3/2,5}. A diferència de la majoria de políedres xatos, té simetries de reflexió.

## Envolupant convexa
La seva envolupant convexa és un dodecàedre truncat no uniforme.
| Dodecàedre truncat | Envolupant convexa | Petit icosicosidodecàedre retroxato |

## Coordenades cartesianes
Les coordenades cartesianes dels vèrtexs del petit icosicosidodecàedre retroxato són totes les permutacions parells de
(±(1-ϕ−α), 0, ±(3−ϕα))
(±(ϕ-1−α), ±2, ±(2ϕ-1−ϕα))
(±(ϕ+1−α), ±2(ϕ-1), ±(1−ϕα))
on ϕ = (1+√5)/2 és la raó àuria i α = √3ϕ−2.